# Malý Šišák
Malý Šišák (polsky Mały Szyszak, německy Kl. Sturmhaube) je hora nacházející se na Slezském hřbetu v Krkonoších, na česko-polské hranici, 1 km východně od Slezského sedla. S vrcholem v nadmořské výšce 1440 metrů patří mezi nejvyšší hory Krkonoš.

## Charakteristika
Jedná se o horu kupovitého tvaru ležící zhruba 4 km severovýchodně od Špindlerova Mlýna na české straně hor a 6 km jižně od města Przesieka na polské straně hor. Polský název Mały Szyszak respektive německý Kl. Sturmhaube souvisí s nápadnou podobností s horou Vysoké kolo, která se polsky nazývá Wielki Szyszak a německy Gr. Sturmhaube. Tato podobnost je nejnápadnější při pohledu od východu. Jihovýchodní lavinový svah spadá do Čertova dolu.

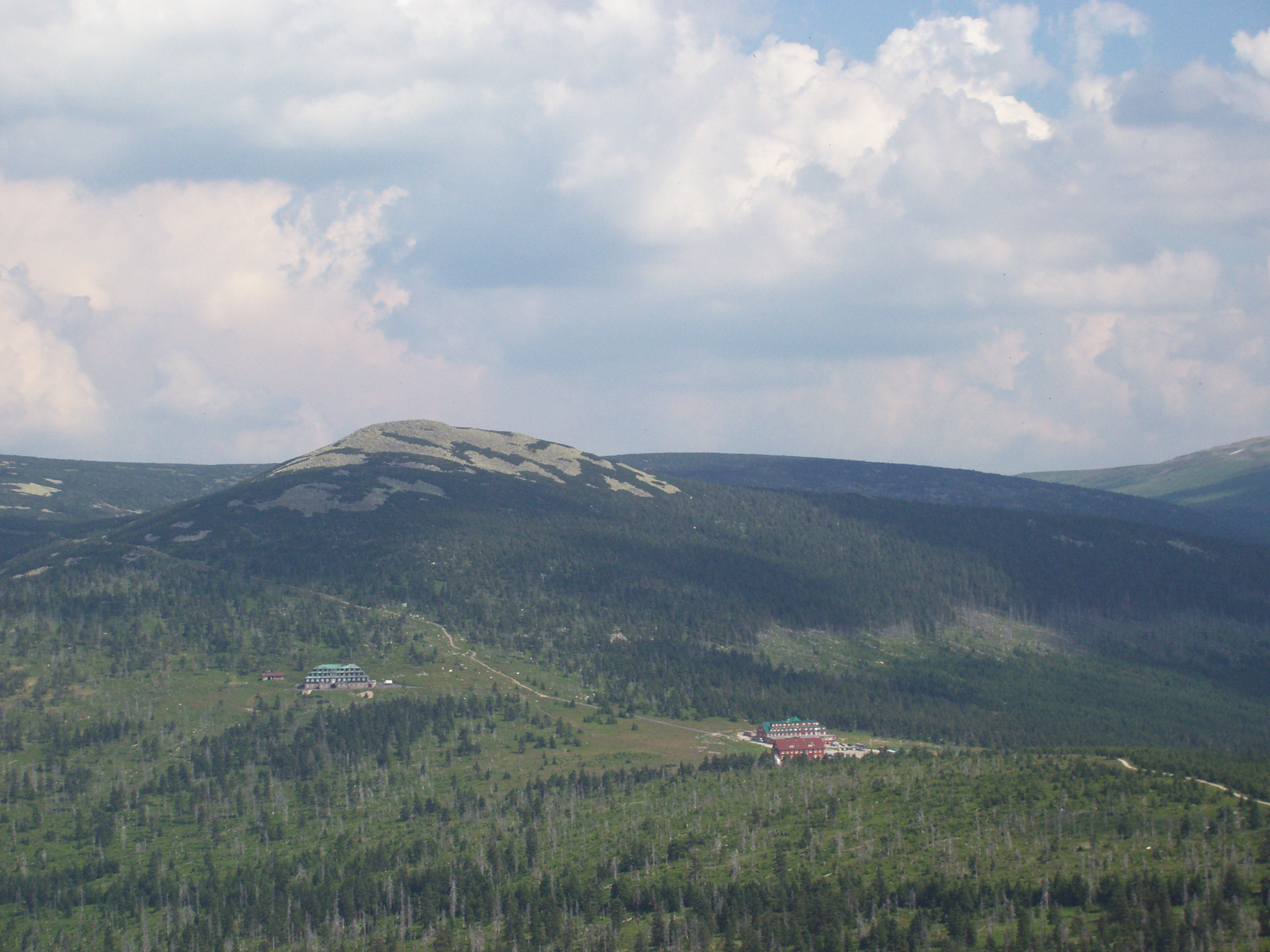
Slezské sedlo a vrchol Malého Šišáku, vlevo polská bouda Odrodzenie, vpravo česká Špindlerova bouda

## Přístup
Výstup na samotný vrchol není oficiálně povolen, neboť leží v I. zóně KRNAP a nevede na něj značená turistická stezka. Na polské straně obchází vrchol červeně značená Cesta česko-polského přátelství.